# Stemona angusta
Stemona angusta là một loài thực vật có hoa trong họ Stemonaceae. Loài này được I.R.H.Telford miêu tả khoa học đầu tiên năm 1986.